# Laboratori Shockley Semiconductor
Shockley Semiconductor Laboratory, més tard conegut com Shockley Transistor Corporation, va ser un desenvolupador de semiconductors pioner fundat per William Shockley, i finançat per Beckman Instruments, Inc., el 1955. Va ser la primera empresa d'alta tecnologia del que es va conèixer com a Silicon Valley que va treballar en dispositius semiconductors basats en silici.
El 1957, els vuit principals científics van dimitir i es van convertir en el nucli del que es va convertir en Fairchild Semiconductor. Shockley Semiconductor mai es va recuperar d'aquesta sortida, i va ser comprat per Clevite el 1960, després venut a ITT el 1968 i poc després, tancat oficialment.

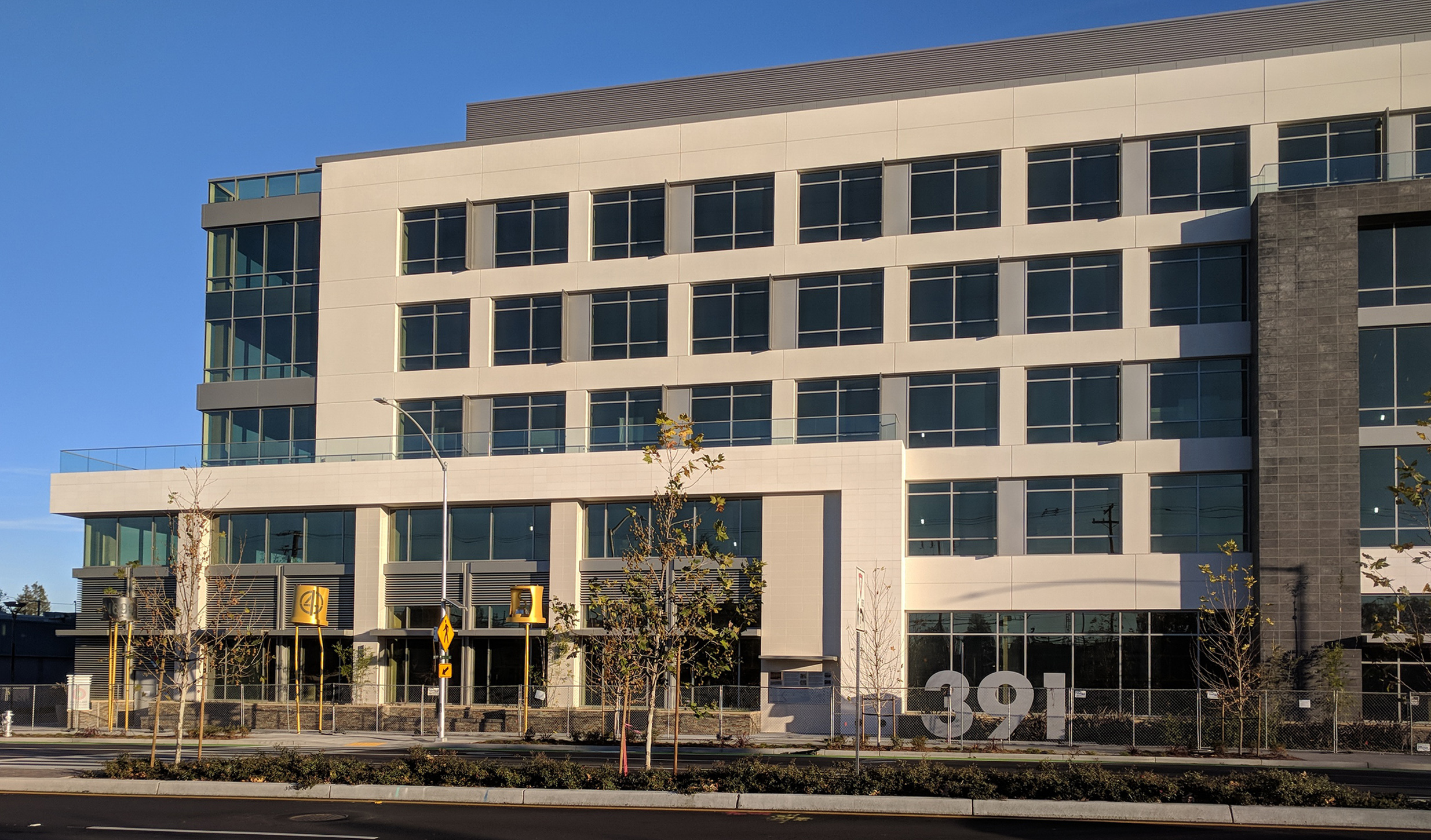
The 391 San Antonio Road, Mountain View, lloc del Shockley Semiconductor Laboratory, el desembre de 2017. El nou projecte que s'està completant aquí inclou una mostra d'escultures de semiconductors empaquetats, incloent un transistor 2N696, un díode Shockley de 4 capes i un altre díode, situat a sobre de la vorera (que es veu a l'esquerra aquí).

L'edifici va romandre, però es va reutilitzar com a botiga minorista. L'any 2015 es van fer plans per enderrocar el solar per desenvolupar un nou complex d'edificis. El 2017, el lloc es va remodelar amb una nova senyalització que el marcava com el "veritable lloc de naixement de Silicon Valley".

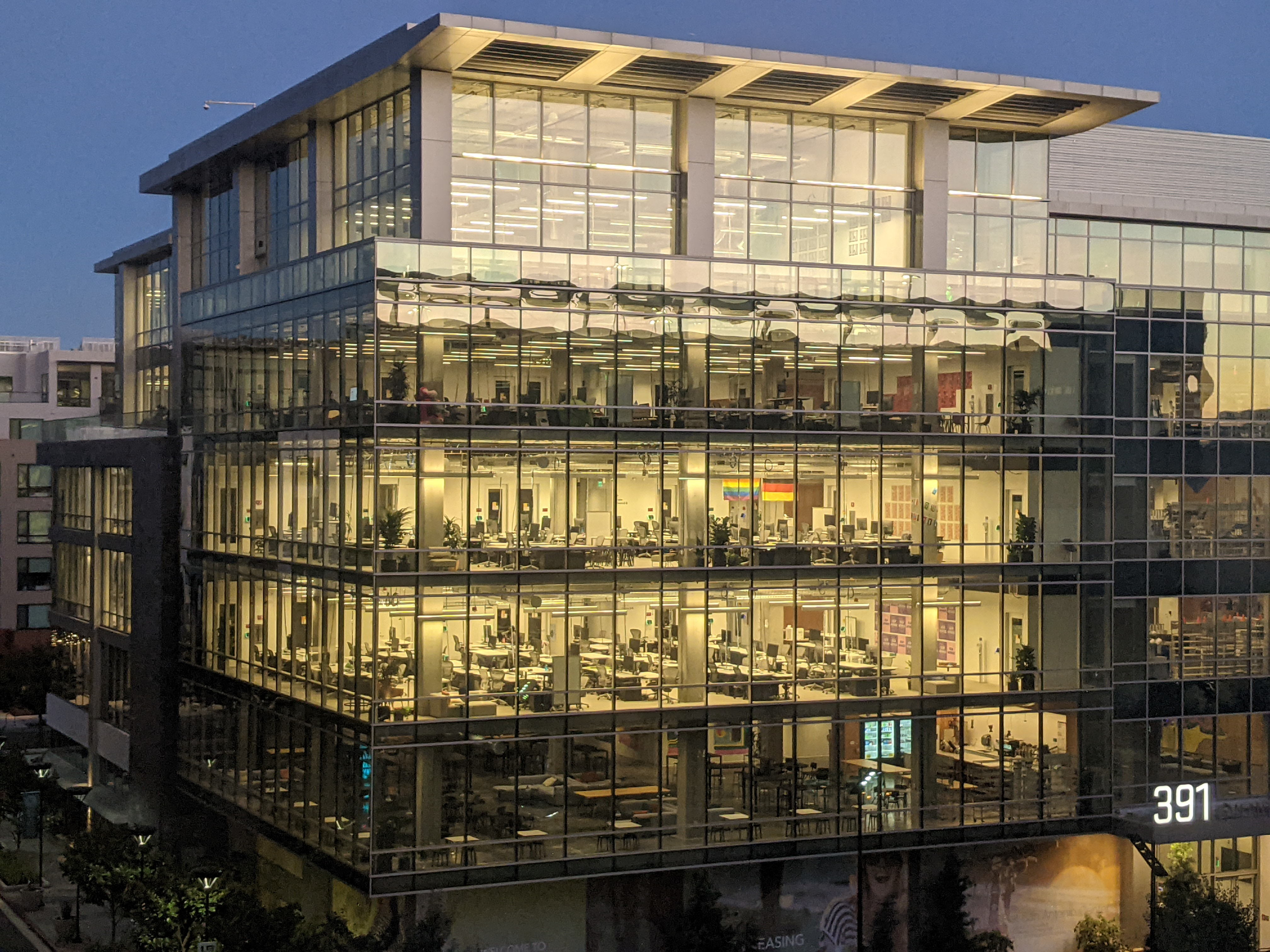
l'edifici 391 de Facebook, al lloc del Shockley Semiconductor Laboratory a Mountain View, Califòrnia ; vista abans de l'alba des de l'hotel Hyatt Centric

## El retorn de Shockley a Califòrnia
William Shockley va rebre el seu títol de grau a Caltech i es va traslladar a l'est per completar el seu doctorat al MIT amb un enfocament en física. Es va graduar el 1936 i immediatament va anar a treballar als Laboratoris Bell. Durant les dècades de 1930 i 40 va treballar en dispositius electrònics, i cada cop més amb materials semiconductors, sent pioner en el camp de l'electrònica d'estat sòlid. Això va portar a la creació el 1947 del primer transistor, en col·laboració amb John Bardeen, Walter Brattain i altres. A principis de la dècada de 1950, una sèrie d'esdeveniments van fer que Shockley es molestés cada cop més amb la gestió de Bell, i sobretot el que va veure com un menyspreu quan Bell va promocionar els noms de Bardeen i Brattain per davant dels seus sobre la patent del transistor. No obstant això, altres que van treballar amb ell van suggerir que el motiu d'aquests problemes era l'estil de gestió abrasiu de Shockley, i va ser per aquest motiu que se'l passava constantment per a la promoció dins de l'empresa. Aquests problemes van arribar al seu punt culminant el 1953 i es va prendre un any sabàtic i va tornar a Caltech com a professor visitant.
Shockley va entaular una amistat amb Arnold Orville Beckman, que havia inventat el mesurador de pH el 1934. Shockley s'havia convençut que les capacitats naturals del silici significaven que finalment substituiria el germani com a material primari per a la construcció de transistors. Texas Instruments havia començat recentment la producció de transistors de silici (el 1954) i Shockley va pensar que podria crear un producte superior. Beckman va acceptar recolzar els esforços de Shockley en aquesta àrea, sota el paraigua de la seva empresa, Beckman Instruments. Tanmateix, la mare de Shockley estava envellida i sovint estava malalta, i ell va decidir viure més a prop de casa seva a Palo Alto. Shockley es va dedicar a reclutar els seus quatre primers físics doctorats: William W. Happ que havia treballat anteriorment en dispositius semiconductors a Raytheon, George Smoot Horsley i Leopoldo B. Valdes de Bell Labs, i Richard Victor Jones, un recent graduat de Berkeley.
El Shockley Semiconductor Laboratory es va obrir per negocis en un petit solar comercial a prop de Mountain View el 1956. Inicialment va intentar contractar més dels seus antics treballadors de Bell Labs, però es van mostrar reticents a abandonar la costa est, aleshores el centre de la majoria de la recerca d'alta tecnologia. En canvi, va reunir un equip de joves científics i enginyers, alguns d'altres parts dels Laboratoris Bell, i es va dedicar a dissenyar un nou tipus de sistema de creixement de cristalls que pogués produir boles de silici d'un sol cristall, en aquell moment una perspectiva difícil donada l'alt nivell de punt de fusió del silici.